# Scutoverticosus arcanus
Scutoverticosus arcanus är en kvalsterart som beskrevs av Kok 1968. Scutoverticosus arcanus ingår i släktet Scutoverticosus och familjen Scutoverticidae. Inga underarter finns listade i Catalogue of Life.